# Sajólenke
Sajólenke (szlovákul: Lenka) község Szlovákiában, a Besztercebányai kerületben, a Rimaszombati járásban. Alsó- és Felsőlenke egyesítésével jött létre a 19. század végén.

## Fekvése
Tornaljától 5 km-re délre, a Rima-medence keleti részén található.

## Története
Nevét birtokként már 1323-ban említi oklevél "terra Nenke" alakban. A 14. században a Szentkirályi család birtokában találjuk.  1413-ban "Nenke" néven említik. 1427-ben "Nenyke" alakban szerepel a dézsmajegyzékben. Mezőgazdasági jellegű, nemesi község volt. A 15. század második felében már két falu, Alsó- és Felsőlenke található itt. 1564-ben a török pusztította el a két települést. Alsólenkének a 19. század elején 105 lakosa volt. 1828-ban Felsőlenkével együtt 50 házában 430 lakos élt.
Vályi András szerint "Alsó, és Felső Lenke. Két magyar falu Gömör Várm. Alsó Lenkének földes Urai Lenkey, és több Uraságok, fekszik ez Méhihez 1 órányira, és annak filiája, Felsőnek pedig Orczy Uraság, ez fekszik amahoz nem meszsze, lakosaik katolikusok, és másfélék is, határbéli földgyeik jók, Kis Lenke határja három nyomásra van ozstva, réttyei termékenyek, patakja hamar béönti, erdejek tsekély, piatzozások Rozsnyón 4 jó mértfödnyire van."
Fényes Elek szerint "Lenke (Alsó), magyar f., Gömör és Kis-Honth egyesült vmegyében, Gömörhöz délre 1 mfd. 69 kath., 361 ref. lak., kik közt igen sok nemes találtatik. Ref. templom. F. u. többen. Lenke (Felső), magyar f., Gömör vmegyében, Királyi és Hahó helységek közt egy völgyben. Lakja 318 többnyire r. kath. Van 20 majorsági, 8 házatlan zsellére, 256 hold erdeje. Szántófölde mindent megterem; rétje kevés. Mumhárt János és Károly uraknak jó lakházuk van itt a dombon, s birnak még itt Lenkey, Kékedy, Szivos, Orczy családbeliek."
Gömör-Kishont vármegye monográfiája szerint "Sajólenke, sajómenti magyar kisközség, 45 házzal és 244, nagyobbára ev. ref. vallású lakossal. E község 1386-ban Linte néven a Szentkirályi család birtoka. 1427-ben Nenke alakban említik és ekkor a Makó család az ura, 1464-ben pedig Kis-Nenke néven a Bárczy családé. A mult század elején, a mikor Alsó és Felső jelzőkkel van említve, sok nemes lakja a községet, közöttük a Mumhardt, Lenkey, Kékedy, Szívós, és az Orczy családok. Most Szilárdy Bélának van itt nagyobb birtoka és régi kúriája. A községhez tartozik Szanács puszta. A református templom 1786-ban épült. A község postája, távírója és vasúti állomása Tornallya."
A trianoni diktátumig Gömör-Kishont vármegye Tornaljai járásához tartozott. 1938 és 1944 között újra Magyarország része.

## Népessége
| Év:            | 1994. | 2004.    | 2014.   | 2024.   |
| -------------- | ----- | -------- | ------- | ------- |
| Emberek száma: | 216   | 194      | 187     | 204     |
| Eltérés:       |       | -10,18 % | -3,60 % | +9,09 % |

| Év:            | 2023. | 2024. |
| -------------- | ----- | ----- |
| Emberek száma: | 200   | 204   |
| Eltérés:       |       | +2 %  |

1910-ben 227-en, túlnyomórészt magyarok lakták.
2001-ben 202 lakosából 129 magyar és 72 szlovák.
2011-ben 195 lakosából 122 magyar és 62 szlovák.

## Nevezetességei
- A Szilárdy család kastélya a 18. század közepén épült, a 19. században klasszicista stílusban építették át.
- Református temploma 1786-ban épült.

## Híres emberek
Innen származik Lenkey János honvédtábornok családja.

## Külső hivatkozások
- Hivatalos oldal Archiválva 2008. december 21-i dátummal a Wayback Machine-ben
- E-obce.sk Archiválva 2008. június 17-i dátummal a Wayback Machine-ben
- Obce info.sk
- Sajólenke Szlovákia térképén
- Az Új Szó cikke a kastélyról[halott link]